# Drosera binata
Espèce
Classification phylogénétique
Drosera binata est une espèce de plantes à fleurs de la famille des Droseracées.

## Origine
Elle est commune sur la côte est et sud-est de l'Australie et se trouve quelquefois en Tasmanie et en Nouvelle-Zélande. Cette plante pousse en tourbières ou dans des landes humides et en général dans un climat subtropical.

## Description
C'est une plante vivace, terrestre, herbacée, robuste dont il existe plusieurs formes et variétés. Sa taille varie entre 30 et 50 cm de hauteur.
Feuilles : Elles se divisent en deux parties donnant à la feuille la forme d'un Y. Seule cette dernière partie, le limbe porte des poils munis de glandes qui produisent des gouttelettes gluantes. Le pétiole est lisse et ne comporte pas de poils glanduleux. Les nouvelles feuilles forment, au démarrage, une fronde comparable à celle des fougères. La feuille se déroule complètement lorsqu'elle a atteint sa taille adulte. Avec un bon ensoleillement, l'extrémité des feuilles prend une teinte rougeâtre.
Fleurs : La hampe florale haute de 40 cm est vigoureuse, et présente deux groupes de fleurs. Elles sont d'un blanc pur et d'un diamètre de 2 à 3 cm, elles sont au nombre d'une trentaine. Il existe une sous-espèce à fleurs roses. La floraison a lieu du mois de mai au mois d'août.
Les nombreuses graines sont contenues dans une capsule presque ronde. Elles sont fines et allongées, de couleur brun clair, avec une membrane s'étalant de chaque côté.

## Culture
Il faudra utiliser un pot de 13 cm au minimum si l'on veut avoir une belle plante.
Les rempotages auront lieu au printemps ou au début de l'été. Cette plante robuste peut subir de courtes périodes de gel, une fois bien installée.
Toutefois en hiver, le compost devra être seulement humide et il est conseillé d'enlever la soucoupe sous les pots. Dans les régions à hiver doux, cette plante pourra être installée dehors toute l'année dans une mini-tourbière.
Substrat : 70 % de tourbe blonde + 30 % de sable non calcaire.
Température : Hors-gel l'hiver et de 20 à 35 °C l'été.
Hygrométrie : de 50 à 70 % .
Arrosage : maintenez le sol humide toute l’année au moyen de la présence d’une soucoupe sous le pot, réduisez et enlevez la en hiver.
Exposition : le plein soleil lui convient parfaitement, bien que vous pouvez la placer dans un endroit un peu moins ensoleillé.
Parasite(s) et maladie(s) : Les pucerons causent souvent des dégâts aux jeunes pousses et aux boutons floraux. Il faut prendre soin de les éliminer dès leur apparition. Cette plante robuste ne pose pratiquement aucun problème en culture.

## Multiplication
Par semis : Bien que les Drosera binata fleurissent abondamment, il n'est pas très facile d'obtenir des graines, contrairement aux autres Drosera. J'ai essayé à plusieurs reprises de polliniser manuellement des fleurs, mais sans succès jusqu'à ce jour.
Toutefois si l'on obtient des graines, on ne les sèmera pas tout de suite. On les fera hiverner dans le bas d'un réfrigérateur pour les semer au printemps. Les graines très fines, ne seront pratiquement pas enterrées. Elles lèveront sans problème au bout d'environ trois semaines. On utilisera un compost composé de tourbe et de sable.
Au début, les feuilles des jeunes plantules n'ont pas la forme typique des plantes adultes. Les jeunes plantules forment d'abord une rosette comme tous les autres Drosera, les "frondes" et les feuilles dressées en forme de Y, n'apparaissent qu'un mois plus tard. Ce n'est qu'à partir de ce moment-là qu'on pourra repiquer les jeunes plants dans leur pot définitif.
Par divisions de touffes : La racine traçante du Drosera binata donne souvent des rejets au printemps. C'est pour cette raison que la plante a besoin de beaucoup d'espace.
La reprise du rejet ne pose pas de problème, si l'on a soin de le détacher du pied-mère en faisant une coupe nette à l'aide d'un outil bien tranchant. Le meilleur moment pour effectuer cette opération est la fin du printemps, lorsque les rejets sont suffisamment forts pour être transplantés. En effet, si ceux-ci n'ont pas assez de racines, il y a peu de chance qu'ils reprennent.
Par boutures de racines : Des bouts de racines de 2 à 3 cm reprennent très facilement. On les posera horizontalement sur un mélange de tourbe et de sable et on les recouvrira légèrement de tourbe ou de sphaigne hachée. Les bourgeons adventifs apparaîtront au bout de 4 à 5 semaines.
Contrairement au semis, les boutures de racines donneront tout de suite des feuilles en forme de fourche. Là aussi, il faudra attendre que les jeunes plants soient bien démarrés pour effectuer la transplantation dans les pots définitifs.
Par boutures de feuilles : Il faudra prendre de jeunes feuilles adultes, robustes et en bonne santé. Les feuilles seront placées à l'étouffée dans de petites caissettes recouvertes d'une vitre. La feuille sera maintenue plaquée au sol par des petits arceaux.
Le meilleur moment pour tenter les boutures de feuilles est la fin du printemps lorsque la température commence à être un peu plus élevée. On habituera progressivement les jeunes pousses au grand air, en entrebâillant la vitre un peu plus chaque jour.

## Observations
La particularité de ce drosera est d'avoir des feuilles fourchues. Il en existe plusieurs variétés selon le nombre de divisions. C'est une plante assez grande qui peut avoir des feuilles de 25 cm de long et de robustes racines: un grand et profond pot est ici très recommandé (18 cm au moins).
D'aspect frêle, plusieurs plantes par pot auront meilleure allure qu'une seule.
Elle est relativement facile de culture, apprécie le plein soleil et un repos hivernal hors gel est conseillé, durant lequel les feuilles disparaissent. Les graines ont également un bon taux de germination.